# Сонгайлы (Лидский район)
Сонгайлы (бел. Сангайлы́) — деревня в Лидском районе Гродненской области Беларуси. В составе Дубровенского сельсовета.

## География
Пролегает дорога Н-20052.
Ближайшие населённые пункты Пашки, Плясовичи, Цвермы и др.

## Этимология
Название одноименное, от двухосновного балтско-литовского имени San-gail'as. В литовской антропонимии известны соответствующие именнные основы San- i Gail-.

## История
С 1905 года в Лидской волости Лидского уезда Виленской губернии.
30 августа 1957 года деревня передана из Дубровенского сельсовета в состав Гервяниковского сельсовета. До 3 апреля 1959 года деревня входила в состав Бердовского сельсовета Лидского района, до 11 января 1966 года — в состав Жирмунского сельсовета Вороновского района, до 9 сентября 1981 года — в состав Дворищанского сельсовета.

## Население

### Численность
- 2009 год — 2 жителей

### Динамика
- 1905 год — 95 жителей[2]
- 1999 год — 10 жителей (перепись населения)
- 2009 год — 2 жителей (перепись населения)[2]